# Taika-Reform
Die Taika-Reformen (jap. 大化改新, taika no kaishin, dt. „Reformen der großen Wende“) waren eine Reihe von Gesetzen, die unter der Herrschaft von Tennō Kōtoku im Japan des Jahres 645, wenige Jahre nach dem Tode Shōtoku Taishis und ein Jahr nach der Entmachtung der Soga-Familie im Isshi-Zwischenfall erlassen wurden. Kōtoku nahm die Reformen zum Anlass, die Ära Taika auszurufen.
Das Ziel der Taika-Reformen war die Zentralisation des Reiches und die Stärkung der kaiserlichen Macht, welche notwendig geworden waren, um die zahlreichen regional herrschenden Fürsten (kuni no miyatsuko, agatanushi usw.) und die neu dazu gewonnenen Ländereien unter die Kontrolle des Kaiserhofes zu bringen. Durch die Reformen wurde ein gesamtstaatliches, feudales System nach chinesischem Vorbild der Tang-Dynastie eingerichtet, das den Fürsten innerhalb ihrer Domänen weiterhin die Ausübung der Herrschaft gestattete. Dabei wurde eine neue Verwaltungsstruktur basierend auf Provinzen (kuni) und Bezirken (kōri) mit Provinzgouverneuren (kuni no tsukasa) an der Spitze und untergeordneten Bezirksvorstehern (kōri no tsukasa). 
Gleichzeitig wurde jedoch festgelegt, dass sämtlicher Grund und Boden dem Tennō gehörte und den Fürsten nur zum Lehen gegeben war, ebenso wie alle Fürsten dem Tennō unbedingte Ergebenheit schuldig waren, sowie die Bauern in den Fürstentümern zu direkten Untertanen des Kaisers wurden und nur diesem Steuern zu entrichten hatten.
Um sich die Zustimmung der Adelsfamilien Japans zu sichern, wurde festgelegt, dass nur die Angehörigen des alten Hochadels Zugang zu hohen Posten in der neuen Verwaltungselite des Kaiserreiches haben würden.
Der neue Verwaltungsadel bezog seine Einkünfte nun nicht mehr aus eigenen Ländereien, sondern als Besoldung durch den Kaiser, der dies wiederum durch das jetzt zentral organisierte Steueraufkommen des Reiches finanzierte.

## Die vier Artikel der Taika-Reformen (Zusammenfassung)
1. Aller Grundbesitz und dessen Einwohner wurden der kaiserlichen Verwaltung direkt unterstellt.
2. Die Errichtung eines neuen Verwaltungssystems mit einer Hauptstadtregion (Kinai) als Zentrum, Provinzen und Bezirken, sowie eines Verkehrssystems.
3. Die Durchführung einer Volkszählung, einer Landesvermessung und der Einrichtung eines Steuerregisters.
4. Alte Steuergesetze wurden aufgehoben und durch ein neues, zentral organisiertes Steuersystem ersetzt.